# Oberea holonigra
Oberea holonigra là một loài bọ cánh cứng trong họ Cerambycidae.